# Баас (проиракская фракция)
Баас (проиракская фракция) (полное официальное название — Партия арабского социалистического возрождения (араб. حزب البعث العربي الاشتراكي‎) — бывшая иракская политическая партия баасистского толка. Была основана в 1966 году после раскола внутри оригинальной партии «Баас». Во время правления Ахмеда Аль-Бакра и Саддама Хуссейна с 1968 по 2003 год являлась правящей.

## История
Общеарабская политическая партия, была основана 7 апреля 1947 года в Дамаске Мишелем Афляком и Салах ад-Дином Битаром под названием Партия арабского социалистического возрождения.
В феврале 1966 года из-за государственного переворота в Сирии была разделена на две независимые фракции − просирийскую и проиракскую.
Иракское отделение партии окончательно пришло к власти в Ираке в ходе революции в июле 1968 года.
После прихода к власти партия приняла в качестве идеологии иракский национализм и призвала иракцев идентифицировать себя как культурных наследников Месопотамии.
16 июля 1979 года Саддам Хусейн заявил на внеочередном пленуме партии о том, что президент Ирака Ахмад Хасан аль-Бакр ушёл в отставку из-за болезни, а в партии существует «просирийский заговор». В тот же день был арестован генеральный секретарь Совета революционного командования Абд аль-Хусейн Масхади, а Саддам Хусейн стал президентом Ирака.
С 1989 по 1992 год после смерти Мишеля Афляка на пост генерального секретаря партии никто не избирался.

### Война в Ираке
В апреле 2003 года партия была вынуждена уйти в подполье в связи со вторжением сил коалиции в Ирак и свержением режима Саддама Хусейна.
1 мая 2003 с установлением США и союзников полного контроля над Ираком, работа партии вне подполья полностью прекратилась.
16 мая 2003 года глава Коалиционной администрации Ирака Пол Бремер подписал указ о запрете деятельности партии на территории страны. В документе было объявлено, что бывшим членам партии запрещено участвовать в политической деятельности страны и работать в государственных учреждениях.

### Подпольная деятельность
Саддам Хусейн являлся генеральным секретарём партии вплоть до своей казни 30 декабря 2006 года. После его смерти новым секретарём партии был избран заместитель председателя Совета революционного командования Ирака, а также сват Саддама Иззат Ибрагим ад-Дури.
Иззат ад-Дури скончался в октябре 2020 года, 18 ноября того же года новым генсеком стал иракский политик, журналист и дипломат Салах аль-Мухтар.

## Структура

### Генеральные секретари
- Мишель Афляк (февраль 1968-23.06.1989)
- Саддам Хусейн (январь 1992-30.12.2006)
- Иззат Ибрагим ад-Дури (03.01.2007-25.10.2020)
- Салах аль-Мухтар (18.11.2020-н.в.)

### Национальные конгрессы
- 9-й Национальный конгресс (февраль 1968)
- 10-й Национальный конгресс (март 1970)
- 11-й Национальный конгресс (1977)
- 12-й Национальный конгресс (1992)